# Margaret, Alabama
Margaret là một thị trấn thuộc quận St. Clair, tiểu bang Alabama, Hoa Kỳ. Dân số năm 2009 là 1282 người, mật độ đạt 50 người/km².